# Gelampang Wih Tenang Uken
Gelampang Wih Tenang Uken är en administrativ by i Indonesien.   Den ligger i distriktet Kecamatan Permata, kabupatenet Kabupaten Bener Meriah och provinsen Aceh, i den västra delen av landet, 1 600 km nordväst om huvudstaden Jakarta.